# مقاطعة إمونز (داكوتا الشمالية)
إمونز (بالإنجليزية: Emmons)‏ هي إحدى مقاطعات ولاية داكوتا الشمالية في الولايات المتحدة الأمريكية.